# 미야와키촌
미야와키촌(일본어: 宮脇村)은 일본 가가와현 가가와군에 있던 촌이다. 

## 역사
- 1890년 2월 15일 - 정촌제 시행에 수반해, 가가와군 미야와키촌, 니시하마촌이 합병해, 미야와키촌 성립하였다.
- 1914년 5월 1일 - 다카마쓰시에 편입, 동일 미야와키촌은 폐지되었다.

## 참고 문헌
- 角川日本地名大辞典編纂委員会, 『角川日本地名大辞典 43 香川県』, 1985, 角川書店